# Боец (Буда-Кошелёвский район)
Боец (бел. Бае́ц) — посёлок в Губичском сельсовете Буда-Кошелёвского района Гомельской области Белоруссии.

## География
В 18 км на юго-запад от районного центра и железнодорожной станции Буда-Кошелёвская (на линии Жлобин — Гомель), 40 км от Гомеля.

## Транспортная сеть
Рядом автодорога Жлобин — Гомель.
Планировка состоит из прямолинейной улицы, ориентированной с юго-востока на северо-запад и застроенной деревянными домами усадебного типа.

## История
Основан в начале 1920-х годов на бывших помещичьих землях переселенцами с соседних деревень. В 1930 году жители деревни вступили в колхоз. Во время Великой Отечественной войны погибли 15 жителей деревни. В 1959 году в составе колхоза «Авангард» (центр — деревня Старая Буда).
До 16 декабря 2009 года в составе Старобудского сельсовета.

## Население

### Численность
- 2004 год — 34 хозяйства, 67 жителей.

### Динамика
- 1959 год — 98 жителей (согласно переписи).
- 2004 год — 34 хозяйства, 67 жителей.